# Wim van Mourik
Willem (Wim) van Mourik (Twijzelerheide, 13 januari 1919 – Veenwouden, 13 oktober 1980) was een Nederlands politicus van de ARP.
Hij werd geboren als zoon van Cornelis van Mourik (dominee; 1875-1938) en Dirkje Bakker (1884-1963). In het voorjaar van 1923 verhuisde het gezin naar Thesinge waar vader als predikant van de Gereformeerde Kerk beroepen was. Wim van Mourik groeide op in dat Gronings dorp en doorliep in Groningen de hbs. In september 1936 werd hij volontair bij de gemeentesecretarie van Achtkarspelen waar toen zijn oom Pier Eringa burgemeester was. Later volgde daar zijn aanstelling tot ambtenaar ter secretarie. Eind 1942 werd hij in Leeuwarden benoemd tot derde klerk ter secretarie. In het eind van de bezettingsjaren was hij betrokken bij het verzet. Hij had een regionale leidinggevende functie bij de Binnenlandse Strijdkrachten. Kort na de bevrijding ging hij als adjunct-commies werken bij de gemeente Sneek waar hij het zou brengen tot hoofdcommies A. In mei 1960 werd Van Mourik benoemd tot burgemeester van Ferwerderadeel als opvolger van J.M.H. baron van Heemstra die het jaar ervoor verongelukt was. Vanwege gezondheidsproblemen ging Van Mourik daar in april 1976 vervroegd met pensioen. In 1980 overleed hij op 61-jarige leeftijd.